# Kwami Hodouto
Kwami Hodouto est un footballeur franco-togolais né le 31 octobre 1974 à Lomé au Togo. Il était défenseur.

## Biographie
Formé à Cannes, il rejoint l'AJA en 1997. Ne disputant aucun match, il est prêté au Red Star qui évoluait alors en deuxième division. À l'issue de son prêt l'AJA ne souhaite pas conserver Hodouto dans son effectif. 
Un temps pisté par le Guingamp de Guy Lacombe son ancien entraîneur à Cannes, il rejoint l'Angleterre. Après un essai concluant il s'engage le 15 septembre 1999 à Huddersfield Town après avoir convaincu Steve Bruce l'entraîneur du club. Mais Hodouto est confiné au banc de touche : il ne dispute que deux matchs dans la saison : un en championnat plus un autre en Coupe de la Ligue anglaise. Le 11 avril 2000 bien avant la fin de la saison, il quitte l'Angleterre et rentre en France. Il signe à Noisy-le-Sec où il termine sa carrière. 
Au total, Kwami Hodouto aura disputé 26 matchs en Division 1.

## Carrière
- 1991-1997 : AS Cannes
- 1997-1998 : AJ Auxerre
- 1998-1999 : Red Star
- 1999 (septembre)-2000 (avril) : Huddersfield Town
- 2000-2005 : Olympique Noisy-le-Sec[1]